# Platyrileya cururipe
Platyrileya cururipe är en stekelart som beskrevs av Burks 1971. Platyrileya cururipe ingår i släktet Platyrileya och familjen kragglanssteklar. Inga underarter finns listade i Catalogue of Life.